# نیشیو ۱۲۲۶۲
سیارک ۱۲۲۶۲ (به انگلیسی: 12262 Nishio، نامگذاری:1989UL) دوازده هزار و دویست و شصت و دومین سیارک کشف شده‌است که در ۲۱ اکتبر ۱۹۸۹ کشف شد.